# 达沃尔·武格里内茨
达沃尔·武格里内茨（1975年3月24日—），克罗地亚男子足球运动员，场上位置是前锋。他曾代表克罗地亚国家队参加2002年国际足联世界杯，结果队伍止步小组赛阶段。